# William Cookson (cónego)
William Cookson (falecido em fevereiro de 1820) foi um cónego de Windsor de 1792 a 1820.

## Carreira
Ele foi educado no St John's College, em Cambridge.
Ele foi nomeado:
- Reitor da Forcett St Peter and St Mary, Norfolk
- Reitor de West Ilsley 1808
- Reitor de Binfield

Ele foi nomeado para a oitava bancada na Capela de São Jorge, Castelo de Windsor em 1792 e ocupou a canonaria até 1820.